# Strange Tales (revista pulp)
Strange Tales of Mystery and Terror, conocida generalmente como Strange Tales, fue una revista pulp estadounidense publicada entre 1931 y 1933 por William Clayton. Se especializó en fantasía y weird fiction, llegando a ser una seria competidora de Weird Tales, la revista más en este ámbito. Entre los relatos publicados en la revista se encuentra «Wolves of Darkness», de Jack Williamson, así como obras de Robert E. Howard o Clark Ashton Smith. La revista dejó de publicarse cuando Clayton entró en bancarrota, aunque volvió a publicarse temporalmente por Wildside Press, que lanzó tres números, editados por Robert M. Price, entre 2004 y 2007.

## Historia editorial y contenidos
La fantasía y la ficción sobrenatural habían aparecido a menudo en las revistas populares antes del siglo XX, pero la primera revista en especializarse en el género, Weird Tales, apareció en 1923 y ya por los años 1930 era la líder de la industria del género. Strange Tales, lanzada en 1931 por William Clayton con la intención de rivalizar con Weird Tales, fue una más del puñado de revistas nacidas para desafiar su liderazgo del campo. Fue editada por Harry Bates, quien también editó otra revista de Clayton, Astounding Stories of Super-Science, que había comenzado a publicarse el año anterior. Strange Tales se lanzó como una revista de fantasía pero, al igual que Weird Tales, a menudo también publicó historias de ciencia ficción, aunque, a diferencia de su rival, su enfoque se orientó más hacia los relatos de acción que hacia las ideas extrañas. Inicialmente se había pensado denominar Strange Stories, pero Macfadden Publications, que había publicado True Strange Stories en 1929, presentó una reclamación por el nombre y obligó a Clayton a cambiarlo.
Bates pagaba dos centavos por palabra, una tarifa más alta que la de Weird Tales, y atrajo a escritores de renombre de la época. La revista publicó relatos como «Wolves of Darkness», de Jack Williamson, «Murgunstruum», de Hugh B. Cave y «Cassius», de Henry Whitehead. Clark Ashton Smith contribuyó con cinco relatos, incluido «The Return of the Sorcerer» en el primer número, y escritores como Edmond Hamilton y August Derleth también aparecieron en la revista. Robert E. Howard, que más tarde se haría famoso como autor de las historias de Conan el bárbaro, envió varios relatos a Strange Tales; algunas de los que Bates rechazó, como «The Thing on the Roof» y «The Horror from the Mound», aparecieron posteriormente en Weird Tales, aunque Bates aceptó «The People of the Dark» después de solicitar algunas revisiones, que fue publicado en el número de junio de 1932. Howard también le vendió «The Valley of the Lost» a Bates, pero aun no había aparecido cuando Clayton se declaró en quiebra, y no fue publicado hasta los años 1960.

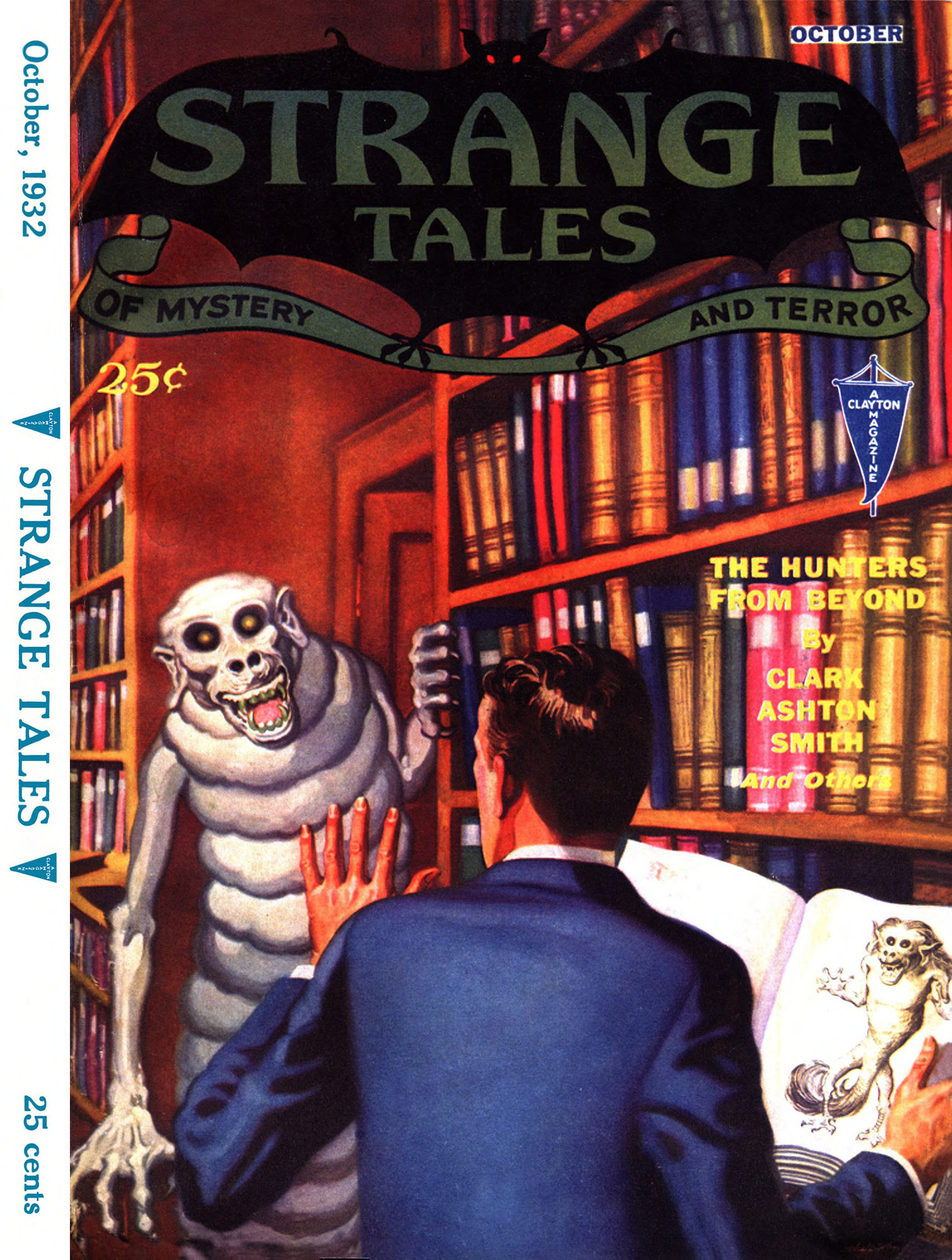
Portada del número de octubre de 1932.

H. P. Lovecraft envió varias historias a Bates a principios de 1931, antes de que apareciera el primer número, pero la única obra que se publicó en la revista fue «The Trap», de Henry Whitehead, en el número de marzo de 1932, parte de la cual había sido escrita como «negro» por Lovecraft. Lovecraft en una de sus cartas comenta que no contribuía a la revista porque «Bates no podía garantizarme inmunidad contra las tijeras y el lápiz azul», pero sus cartas inéditas dejan claro que sus historias eran demasiado evocadoras y carentes de acción para Bates. La respuesta de Lovecraft fue desdeñosa, y posteriormente fue despectivo en sus cartas tanto con Bates como con Clayton.
Las portadas de los siete números publicados fueron obra de Wesso, seudónimo de Hans Waldemar Wessolowski, artista de origen alemán emigrado a Estados Unidos, conocido por sus ilustraciones de portadas para las primeras revistas pulp estadounidenses. El historiador de la ciencia ficción Robert Weinberg afirma que Strange Tales publicó mejor material que Weird Tales durante su corta vida, y su colega Mike Ashley la considera una «gran rival» de Weird Tales.
Cuando Clayton se declaró en quiebra en 1933, Astounding Stories fue vendida a Street & Smith, que inicialmente planeaba continuar con Strange Tales, aunque finalmente no llegó a hacerlo. Algunos relatos que habían adquirido cuando tenían la intención de continuar con la revista, finalmente aparecieron en su lugar en el número de octubre de 1933 de Astounding.
Entre 2004 y 2007, Wildside Press publicó otros tres números, sin fecha y numerados del 8 al 10, editados por Robert M. Price. En ellos se incluyeron relatos de L. Sprague de Camp, Richard A. Lupoff y John Betancourt y la reedición de «The Devil's Crypt», una historia de E. Hoffmann Price que había aparecido en la revista Strange Detective Stories.

## Detalles editoriales
| Números publicados de 1931 a 1933                                                                                   | Números publicados de 1931 a 1933 | Números publicados de 1931 a 1933 | Números publicados de 1931 a 1933 | Números publicados de 1931 a 1933 | Números publicados de 1931 a 1933 | Números publicados de 1931 a 1933 | Números publicados de 1931 a 1933 | Números publicados de 1931 a 1933 | Números publicados de 1931 a 1933 | Números publicados de 1931 a 1933 | Números publicados de 1931 a 1933 | Números publicados de 1931 a 1933 |
| | Ene                               | Feb                               | Mar                               | Abr                               | May                               | Jun                               | Jul                               | Ago                               | Sep                               | Oct                               | Nov                               | Dic                               |
| --- | --------------------------------- | --------------------------------- | --------------------------------- | --------------------------------- | --------------------------------- | --------------------------------- | --------------------------------- | --------------------------------- | --------------------------------- | --------------------------------- | --------------------------------- | --------------------------------- |
| 1931 |                                   |                                   |                                   |                                   |                                   |                                   |                                   |                                   | 1/1                               |                                   | 1/2                               |                                   |
| 1932 | 1/3                               |                                   | 2/1                               |                                   |                                   | 2/2                               |                                   |                                   |                                   | 2/3                               |                                   |                                   |
| 1933 | 3/1                               |                                   |                                   |                                   |                                   |                                   |                                   |                                   |                                   |                                   |                                   |                                   |
| Números publicados en la primera etapa de Strange Tales, con Harry Bates como editor, en el formato volumen/número. |                                   |                                   |                                   |                                   |                                   |                                   |                                   |                                   |                                   |                                   |                                   |                                   |

Aunque se conoce habitualmente como Strange Tales, el título completo de la revista fue Strange Tales of Mystery and Terror (Relatos extraños de misterio y terror) y la revista a veces se indexa bajo este título. Cada número tenía 144 páginas y un precio de US$0,25 (equivalente a $5,01 en 2023). Los siete números publicados se dividieron en dos volúmenes de tres números y un volumen final de un solo número.
En 1976 Odyssey Press publicó una reedición en formato facsímil, también bajo el título Strange Tales, editada por Diane Howard, William H. Desmond, John Howard y Robert K. Wiener. Además, todas las historias de los cuatro primeros números y la mayoría de los dos siguientes, fueron reimpresas en cuatro revistas editadas por Robert A. W. Lowndes de mediados de los años 1960 y principios de los años 1970: Magazine of Horror, Startling Mystery Stories, Weird Terror Tales y Bizarre Fantasy Tales.
Los tres números de la nueva edición de Wildside Press se publicaron en 2003, 2005 y 2007, sin fecha en la cubierta, como volumen 4, números 8, 9 y 10, y tenían 112, 92 y 60 páginas respectivamente; el tamaño aumentó con cada edición, pasando de pulp pequeño, a un formato levemente más grande y a pulp completo; no se imprimieron en papel pulp. Entre 2004 y 2008 Wildside también reeditó tres de las revistas originales en formato facsímil; los números elegidos fueron los de marzo y octubre de 1932 y el de enero de 1933.